# Mały Kościół
Mały Kościół (słow. Malý Kostol, niem. Kleine Kirche, węg. Kis Templom) – turnia o wysokości ok. 2088 m n.p.m. znajdująca się w masywie Kościołów w słowackich Tatrach Wysokich. Leży w Zimnowodzkiej Grani, którą Pośrednia Grań wysyła na południowy wschód. Od Wielkiego Kościoła oddzielona jest Przełęczą między Kościołami, a od Rywocińskiej Przełęczy szeregiem drobniejszych turni, z których najbliższą jest Dziadowska Turniczka oddzielona od Małego Kościoła Dziadowskim Przechodem. Przełęcz między Kościołami ma dwa siodła (Zadnią i Skrajną Przełęcz między Kościołami), pomiędzy którymi położona jest Kopka między Kościołami.
Na wierzchołek Małego Kościoła nie prowadzą żadne szlaki turystyczne, taternicy odwiedzają go najczęściej przy przechodzeniu grani Kościołów bądź Zimnowodzkiej Grani.

## Historia
Pierwsze wejścia turystyczne:
- Karol Englisch, Antonina Englischowa i Johann Hunsdorfer senior, 17 sierpnia 1902 r. – letnie,
- Gyula Hefty i Gyula Komarnicki, 8 grudnia 1911 r. – zimowe.